# Кућа краља Петра I Карађорђевића
Кућа краља Петра  Карађорђевића се налази у Београду, на територији градске општине Савски венац. Када се Краљ Петар I Карађорђевић, након пет година, вратио из Првог светског рата, 1919. године, стари двор је био оштећен у ратним дејствима, па је тражена кућа у којој би краљ живео. Одабрана је кућа трговца Ђорђа Павловића у којој је Краљ Петар I провео последње две године живота. У кућу на Сењаку, Краљ Петар I уселио се 24. септембра 1919. године и у њој је живео до 16. августа 1921. године. У овој кући Краљ Петар I је преминуо. Представља непокретно културно добро као споменик културе.

## Историјат
Кућа краља Петра Првог Карађорђевића подигнута је 1896. године на Топчидерском брду. Кућу је као вилу за одмор у винограду подигао трговац Ђорђе Павловић. Иако подигнута за привремени боравак, углед и богатство њеног власника условили су да кућа буде знатно већа и репрезентативнија него што су били летњиковци у њеном окружењу. 
Породица Павловић је кућу користила као летњиковац две деценије. Године 1919. године ју је изнајмила Двору који је тражио погодну кућу за становање краља Петра Првог Карађорђевића који се управо вратио из избеглиштва у ком је провео четири године након повлачења са својом војском из Србије 1915. године. У време усељења у вилу на Топчидерском брду Петар I Карађорђевић више није био ни формално краљ Србије, односно Краљевине Срба, Хрвата и Словенаца јер је потписао абдикацију 11. марта 1919. године.
Краљ Петар је у изнајмљеној кући коју је плаћао сопственим средствима живео веома скромно и повучено. У соби на спрату налазили су се кревет, сто, орман, умиваоник, стона лампа, у трпезарији поред ње сто за ручавање, столице и орман за посуђе, а у библиотеци орман са књигама. Салони су имали само најнеопходнијим намештај. Зидови су били скромно декорисани. Једино су се у салону у ком је краљ Петар примао ретке посетиоце на зидовима налазили портрети и слике краљевске породице. У трпезарији се налазила икона св. Андрије Првозваног, заштитника Дома Карађорђевића.
Краљ Петар је умро 16. августа 1921. године. Влада је исте вечери донела прокламацију грађанима СХС у којој се каже „Цео наш народ, без разлике имена и вере, дубоко ће остати захвалан Великом Краљу, који је својом строго уставном и парламентарном владавином обезбедио народне слободе и тако створио могућност пуног развијања народних снага за извршење великих националних циљева и задатака..“ 
На седници Владе одржаној после смрти краља Петра донета је одлука да се кућа у којој је краљ „боловао и умро“ откупи за Народни музеј под условом да „све собе остану какве су сада“.
Тек три године након смрти краља Петра Министарство просвете је оформило је одбор за подизање Музеја краља Петра Првог. У ту сврху је откупљена кућа, подигнута нова ограда са репрезентативном улазном капијом зиданом по угледу на оне испред Старог и Новог двора и уређена је башта. Одбор је био суочен са недостатком експоната који би на одговарајући начин илустровали владавину и приватни живот краља Петра и због тога Музеј никада није ни био званично отворен.
После Другог светског рата кућа је кратко време служила као школа, а затим је, с обзиром на то да се за њу није нашла одговарајућа намена, претворена у стамбену зграду. Обновљена је 1997. године по пројекту Завода за заштиту споменика културе.
Године 2005. кућа је предата на коришћење Општини Савски венац која је у њој отворила културни центар под називом „Кућа краља Петра I“. Иако кућа није претворена у музеј, како је то одлучено 1921. године, ипак се у називу културног центра чува меморија на краља ослободиоца који је „у Србији учврстио демократију, парламентарну владавину и слободе“.

## Архитектура куће
Кућа краља Петра представља спратни летњиковац са краја деветнаестог века у ком је жеља за показивањем угледа и статуса надвладала потребу за усаглашавањем са природом и много више подсећа на градску вилу него на кућу за одмор. Због тога кућа има два потпуно одвојена дела, један јавни, у приземљу, до ког се долази преко репрезентативног степеништа и терасе под стубовима и други приватни који заузима спрат и коме се приступа преко бочно постављеног улаза. У приземљу су се налазила два салона и трпезарија, спаваће собе на спрату, а кухиња у сутерену.
Фасаде су академски обликоване уз примену карактеристичних елемената стила. Стубови и пиластри налазе се уз портале и прозоре. Тимпанони и надпрозорници представљају доминантну декорацију фасада. Тераса у приземљу и балкон првог спрата имају ограде од балустера. Мансардни кров са лукарнама завршава се оградом од кованог гвожђа као завршним елементом. Над мансардним кровом уздиже се луковичаста купола са лантерном. Свака од различито обликованих фасада има сопствени наглашени централни мотив дефинисан искључиво обликом и декорацијом прозора.
Кућа краља Петра Првог Карађорђевића је због својих историјских, архитектонских и урбанистичких вредности проглашена за споменик културе 1992. године.

## Музеј краља ПетраКарађорђевића
После смрти краља, Влада Краљевине СХС је откупила вилу 1924. године са намером да у њој смести Музеј краља Петра I. Том приликом на улазу у врт саграђена је 1926. године монументална улазна капија, чији је портал израђен по узору на портале дворског комплекса на Теразијама. На порталу је био грб Краљевине Србије, краљев монограм и три кључне године из живота краља, година рођења 1844, година када је ступио на престо 1903. и година смрти 1921, са натписом Музеј краља Петра I.
Сам музеј никада није отворен, све до 2010. године, када је на иницијативу општине Савски Венац која је кућу адаптирала и са спомен собом краља Петра она оживљава као савремени културни центар.

## Галерија
- Двориште куће краља Петра I Карађорђевића
- Кућа краља Петра I Карађорђевића
- Улаз у кућу краља Петра I Карађорђевића